# وليم بيرنهارت
وليم بيرنهارت (بالإنجليزية: William Bernhardt)‏ (1960)؛ روائي أمريكي.